# Hypographa aristarcha
Hypographa aristarcha är en fjärilsart som beskrevs av Louis Beethoven Prout 1910. Hypographa aristarcha ingår i släktet Hypographa och familjen mätare. Inga underarter finns listade i Catalogue of Life.